# Бојан Вељовић
Бојан Вељовић (Крушевац, 11. април 1971) српски је глумац.

## Каријера
Основну школу завршио је у Трстенику, док је средње образовање стекао у Београду. Глуму је студирао на новосадској Академији уметности, у класи професора Бора Драшковића. Током тог периода је био активан у Позоришту „Промена”. Играо је и у београдском Позоришту „Душко Радовић”. У Крушевачком позоришту наступао је хонорарно, а од 1998. године је стални члан ансамбла. Вишеструко је награђен за глумачка остварења у том, али и другим позориштима, а на сцену је као редитељ поставио неколико представа.
Вељовић је прву филмску улогу добио у остварењу Вуковар, једна прича. Играо је у неколико епизода телевизијске серије Мој рођак са села. Појавио се у кратком филму Врата Србије: Мојсињска Света гора као Црноризац Храбар. Остварио је више епизодних улога у телевизијским серијама које су се приказивале у наредном периоду. Учествовао је и у реализацији пилот епизоде серије Ентер, по сценарију Бранислава Недића, а у режији Марка Живића. Вељовић је играо лик таксисте у филму Ала је леп овај свет те телевизијске серије Шетња са лавом по истим мотивима. У филму Муње: Опет!, из 2023. године, добио је улогу Јовановића, школског друга главних јунака, Попа и Марета.

## Улоге

### Позоришне представе
| Наслов                                     | Улога                                             | Редитељ                   | Позориште                    | Премијера           |
| ------------------------------------------ | ------------------------------------------------- | ------------------------- | ---------------------------- | ------------------- |
| Ручни рад                                  |                                                   | Ева Балаж Петровић        | Српско народно позориште     | 19. новембар 1994.  |
| Театар чудеса                              | Берберин                                          | Милан Караџић             | Крушевачко позориште         | 20. октобар 1995.   |
| Дервиш и смрт                              | Бегунац, Кара-Заим                                | Небојша Брадић            | Крушевачко позориште         | 22. децембар 1995.  |
| Дон Жуан                                   | Дон Алонзо                                        | Милан Караџић             | Крушевачко позориште         | 14. фебруар 1997.   |
| Хасанагиница                               | Суљо                                              | Љубослав Мајера           | Крушевачко позориште         | 14. мај 1997.       |
| Путовање господина Перишона                | Мажорен                                           | Милан Караџић             | Крушевачко позориште         | 19. фебруар 1998.   |
| Комшије су криве                           | Ратко Мркић                                       | Љубослав Мајера           | Крушевачко позориште         | 26. фебруар 1999.   |
| Проклета авлија                            | Софта                                             | Небојша Брадић            | Крушевачко позориште         | 30. септембар 1999. |
| Кидај од своје жене                        | Инспектор Зарић                                   | Лилијана Ивановић Арсенов | Крушевачко позориште         | 14. октобар 1999.   |
| Тајна чаробне музике                       | Свирко                                            | Миодраг Динуловић         | Крушевачко позориште         | 17. децембар 1999.  |
| Лаки комад                                 | Рикардо                                           | Даријан Михајловић        | Крушевачко позориште         | 5. мај 2000.        |
| Пацоловац                                  | Раимунд                                           | Даријан Михајловић        | Крушевачко позориште         | 22. април 2001.     |
| Корени                                     | Андра                                             | Небојша Брадић            | Крушевачко позориште         | 10. децембар 2001.  |
| Владе Дивац и тим снова                    | Трта (обнова 2013.)                               | Бранислав Недић           | Крушевачко позориште         | 22. новембар 2002.  |
| У мрежи                                    | Џон Смит                                          | Владимир Попадић          | Крушевачко позориште         | 11. децембар 2002.  |
| Клопка за беспомоћног човека               | Даниел                                            | Бојан Милосављевић        | Крушевачко позориште         | 12. април 2003.     |
| Дервиш и смрт                              | Исак                                              | Небојша Брадић            | Крушевачко позориште         | 3. октобар 2003.    |
| Тероризам                                  | Трећи мушкарац                                    | Владимир Попадић          | Крушевачко позориште         | 24. октобар 2003.   |
| Сумњиво лице                               | Вића                                              | Стефан Саблић             | Крушевачко позориште         | 12. октобар 2004.   |
| Звездана прашина                           | Кум                                               | Владимир Попадић          | Крушевачко позориште         | 22. мај 2005.       |
| И ми трку за коња имамо                    | Чеперко, Дворска луда                             | Бојан Милосављевић        | Крушевачко позориште         | 18. децембар 2005.  |
| Деда Мразова кочија                        | Мића (обнова 2013.)                               | Бранислав Недић           | Крушевачко позориште         | 24. децембар 2005.  |
| Позови М ради прељубе                      | Хенри (обнова 2015.)                              | Владимир Попадић          | Крушевачко позориште         | 14. октобар 2006.   |
| Чаробњак из Оза                            | Тото                                              | Миодраг Динуловић         | Крушевачко позориште         | 10. март 2007.      |
| Арт                                        | Марк                                              | Владимир Попадић          | Крушевачко позориште         | 18. децембар 2007.  |
| Дундо Мароје                               | Бокчило                                           | Кокан Младеновић          | Крушевачко позориште         | 26. јун 2009.       |
| Запечатићемо вас                           | Белкин                                            | Владимир Попадић          | Крушевачко позориште         | 5. децембар 2009.   |
| Пут око света                              | Јанаћко, Морнар, Илија, I Персијанац, Пера Куроки | Југ Радивојевић           | Крушевачко позориште         | 30. октобар 2010.   |
| Новогодишње магаренце                      | Ђоле                                              | Бранислав Недић           | Крушевачко позориште         | 24. децембар 2010.  |
| Мачак у чизмама                            | Најмлађи млинарев син                             | Бранислав Недић           | Крушевачко позориште         | 30. април 2011.     |
| Иза решетака                               | Управник затвора                                  | Кокан Младеновић          | Крушевачко позориште         | 14. октобар 2011.   |
| Новогодишња бајка                          |                                                   | Бранислав Недић           | Крушевачко позориште         | 26. децембар 2011.  |
| Пинокио                                    | Лисац                                             | Зоран Лозанчић            | Крушевачко позориште         | 31. мај 2012.       |
| Пурпурно острво                            | Хатерас                                           | Ана Ђорђевић              | Крушевачко позориште         | 2. октобар 2012.    |
| Говорите ли аустралијски                   | Ентони                                            | Снежана Удицки            | Крушевачко позориште         | 15. децембар 2012.  |
| Ми чекамо бебу                             | Стаћа                                             | Владимир Попадић          | Крушевачко позориште         | 6. март 2013.       |
| Деветстопетнаеста, трагедија једног народа | Мали Бојко, Степа Степановић                      | Милан Нешковић            | Народно позориште у Нишу*    | 10. октобар 2013.   |
| Доктор Нушић                               | Ујка Благоје                                      | Кокан Младеновић          | Народно позориште у Сомбору* | 25. април 2014.     |
| Уплакана Катарина                          | Жиле                                              | Бојан Вељовић             | Крушевачко позориште         | 22. април 2015.     |
| Ваљевска болница                           | Тола Дачић                                        | Славенко Салетовић        | Крушевачко позориште         | 14. октобар 2015.   |
| Брод љубави                                | Издавач                                           | Ангелчо Илијевски         | Народно позориште у Нишу     | 9. новембар 2016.   |
| Врати ми моју баку                         |                                                   | Бранислав Недић           | Крушевачко позориште         | 21. децембар 2016.  |
| Тамо далеко на острву спаса                | Јоргос                                            | Владимир Попадић          | Крушевачко позориште         | 7. март 2017.       |
| Женидба и удадба                           | Проводаџија                                       | Бојан Вељовић             | Крушевачко позориште         | 6. новембар 2017.   |
| Улица усамљених аутомобила                 | Чистач ципела                                     | Ђурђа Тешић               | Народно позориште у Нишу     | 11. март 2018.      |
| Анималс                                    | Бели, Миленко                                     | Снежана Тришић            | Крушевачко позориште         | 5. октобар 2018.    |
| Хроника паланачког гробља                  | Чика Аврам                                        | Иван Вуковић              | Крушевачко позориште         | 23. јануар 2019.    |
| Свици                                      | Мартин                                            | Ксенија Крнајски          | Народно позориште у Лесковцу | 25. април 2019.     |
| Оливера, кћи Миличина                      | Шах–Рух                                           | Владимир Попадић          | Крушевачко позориште         | 24. јун 2019.       |
| Како вам драго                             | Луда-Кремен                                       | Никита Миливојевић        | Народно позориште у Нишу*    | 2. август 2018.     |
| Збогом господине Хафман                    |                                                   | Саша Петронијевић         | Крушевачко позориште         | 7. октобар 2019.    |
| Фамилија, чин III сцена 14                 | Пера Каленић                                      | Жанко Томић               | Крушевачко позориште         | 28. фебруар 2020.   |
| Мачак отишао у хајдуке                     |                                                   | Александар Пејаковић      | Крушевачко позориште         | 26. октобар 2020.   |
| За сада је све ОК                          |                                                   | Снежана Тришић            | Крушевачко позориште         | 5. фебруар 2021.    |
| Улога моје породице у светској револуцији  | Тата                                              | Иван Вуковић              | Крушевачко позориште         | 6. април 2021.      |
| Чудо у Шаргану                             | Миле                                              | Небојша Брадић            | Крушевачко позориште         | 14. април 2022.     |
| До голе коже                               | Муња                                              | Ненад Тодоровић           | Крушевачко позориште         | 13. децембар 2022.  |

|                   | 1990▼ | 2000▼ | 2010▼ | 2020▼ | Укупно |
| ----------------- | ----- | ----- | ----- | ----- | ------ |
| Дугометражни филм | 1     | 0     | 0     | 2     | 3      |
| ТВ филм           | 0     | 0     | 0     | 0     | 0      |
| ТВ серија         | 0     | 1     | 4     | 4     | 9      |
| Кратки филм       | 0     | 0     | 2     | 0     | 2      |
| Укупно            | 1     | 1     | 6     | 6     | 14     |

| Год.       | Назив                                            | Улога                  |
| ---------- | ------------------------------------------------ | ---------------------- |
| 1990-е▲    |                                                  |                        |
| 1994.      | Вуковар, једна прича                             | Румени                 |
| 2000-е▲    |                                                  |                        |
| 2008—2011. | Мој рођак са села (серија)                       | Момчило „Моца” Храњец  |
| 2010-е▲    |                                                  |                        |
| 2011.      | Село гори, а баба се чешља (серија)              | Господин Џатић         |
| 2013.      | Врата Србије: Мојсињска Света гора (кратки филм) | Црноризац Храбар       |
| 2016.      | Backwards (кратки филм)                          | Мића                   |
| 2017.      | Сумњива лица (серија)                            | Господин у канцеларији |
| 2018.      | Шифра Деспот (серија)                            | Радник 1               |
| 2018.      | Јутро ће променити све (серија)                  | Редитељ Угљеша         |
| 2020-е▲    |                                                  |                        |
| 2021.      | Породица (серија)                                | Председник скупштине   |
| 2021.      | У загрљају Црне руке (серија)                    | Андра Николић          |
| 2022.      | Ала је леп овај свет                             | Таксиста               |
| 2022.      | Шетња са лавом (серија)                          | Таксиста               |
| 2022.      | Попадија (серија)                                | Кројачицин муж         |
| 2023.      | Муње: Опет!                                      | Јовановић из IV-3      |

## Награде и признања
| Година | Остварење                                      | Награда                                                                                          |
| ------ | ---------------------------------------------- | ------------------------------------------------------------------------------------------------ |
| 2001.  | Госпођа министарка                             | Награда за најбољу режију, за представу Културног центра Крушевца                                |
| 2007.  | Позови М ради прељубе                          | Награда Јоаким Вујић на 43. фестивалу професионалних позоришта Србије за улогу Хенија            |
| 2012.  | Иза решетака                                   | Награда Јоаким Вујић на 48. фестивалу професионалних позоришта Србије за улогу Управника затвора |
| 2013.  | Деветстопетнаеста, трагедија једног народа     | Награда Зоранов брк                                                                              |
| 2013.  | Деветстопетнаеста, трагедија једног народа     | Специјално признање за епизодну улогу II Фестивалу првоизведених представа у Алексинцу           |
| 2014.  | Доктор Нушић                                   | Награда Ардалион за епизодну улогу на Југословенском позоришном фестивалу                        |
| 2015.  | Доктор Нушић                                   | Награда Јоаким Вујић на 51. фестивалу професионалних позоришта Србије за улогу Ујке Благоја      |
| 2017.  | Тамо далеко на острву спаса / Женидба и удадба | Годишња награда Крушевачког позоришта за изузетна глумачка остварења                             |
| 2020.  | Свици                                          | Награда Јоаким Вујић на 56. фестивалу професионалних позоришта Србије за улогу Мартина           |